# Pternistis rufopictus
Il francolino variopinto (Pternistis rufopictus (Reichenow, 1887)) è un uccello galliforme della famiglia dei Fasianidi endemico della Tanzania.

## Distribuzione e habitat
Il francolino variopinto è una specie endemica della regione nordoccidentale della Tanzania.

## Tassonomia
Il francolino variopinto è una specie monofiletica e pertanto non presenta sottospecie.
Uno studio di filogenesi molecolare pubblicato nel 2019 mostra come questa specie sia un "sister taxa" di Pternistis afer.